# 直昇機服務（香港）
直升机服务（香港）有限公司（英語：Heliservices）成立于1978年，是首间在香港提供直升机服务的公司。公司是嘉道理集团旗下產業。

## 服務範疇
服務範疇包括：空中观光、高空拍摄、条幅广告、贵宾包机、航空测量、运输和施工、输电线路检查和维修等。

## 機隊
旗下機隊包含：

## 外部連結
- 直升机服务（香港）有限公司 （页面存档备份，存于）（英文）（简体中文）